# Silesauridae
Die Silesauridae sind eine relativ diverse monophyletische Gruppe (Klade) von mittelgroßen herbivoren oder omnivoren Vogellinien-Archosauriern (Ornithodira) aus der unmittelbaren Verwandtschaft der Dinosaurier. Sie lebten von der frühen Mittel- (Anisium) bis in die jüngere Obertrias (Norium) im westlichen Teil des Superkontinentes Pangaea.

## Taxonomische Geschichte und Definition
Der Name „Silesauridae“ ist im Jahre 2009 in einer Übersichtsarbeit zum Stand der Forschung über die frühen Dinosaurier und ihrer unmittelbaren Vorfahren geprägt worden. Grund dafür war die auf kladistische Methoden gestützte Hypothese, dass in der Mittel- und älteren Obertrias, das heißt, in jenem Zeitraum, der für das Verständnis der Evolution der ersten Dinosaurier von besonderem Interesse ist, mehrere relativ spezialisierte Gattungen in der Stammlinie der Dinosaurier (basale Dinosauromorpha genannt) existierten, die näher miteinander verwandt waren als sowohl mit den ersten Dinosauriern als auch mit ursprünglicheren Vertretern der gleichen Entwicklungslinie (siehe Systematik und Fundorte). Die ursprüngliche stammbasierte Definition des Taxons lautete daher:
„Alle Archosaurier, die näher mit Silesaurus opolensis verwandt sind, als mit Heterodontosaurus tucki oder Marasuchus lilloensis.“
Nachfolgend wurde diese Definition unter Einbeziehung von Kronengruppentaxa der Archosaurier wie folgt modifiziert:
„Die inklusivste Klade, die Silesaurus opolensis enthält, nicht aber Passer domesticus, Triceratops horridus oder Alligator mississippiensis.“

## Merkmale
Die folgenden Merkmale gelten als speziell diagnostisch für die Silesauriden: Zahntragender Knochen des Unterkiefers (Dentale) am vorderen Ende unbezahnt und spitz zulaufend; Zahnkronen im Hauptknochen des Oberkiefers (Maxillare) und Dentale relativ kurz und annähernd dreieckig in Seitenansicht; Kopf des Oberschenkelknochens (Femur) durch eine Aussparung an der Innenseite (medial) deutlich vom Schaft abgesetzt; Oberseite des Femurkopfes mit quer zur Körperlängsachse (medio-lateral) verlaufender Kerbe.
Alle Silesauriden waren mittelgroße, relativ grazile Tiere mit verhältnismäßig langem Hals und eher kleinem Kopf und relativ langen Gliedmaßen.

## Ökologie

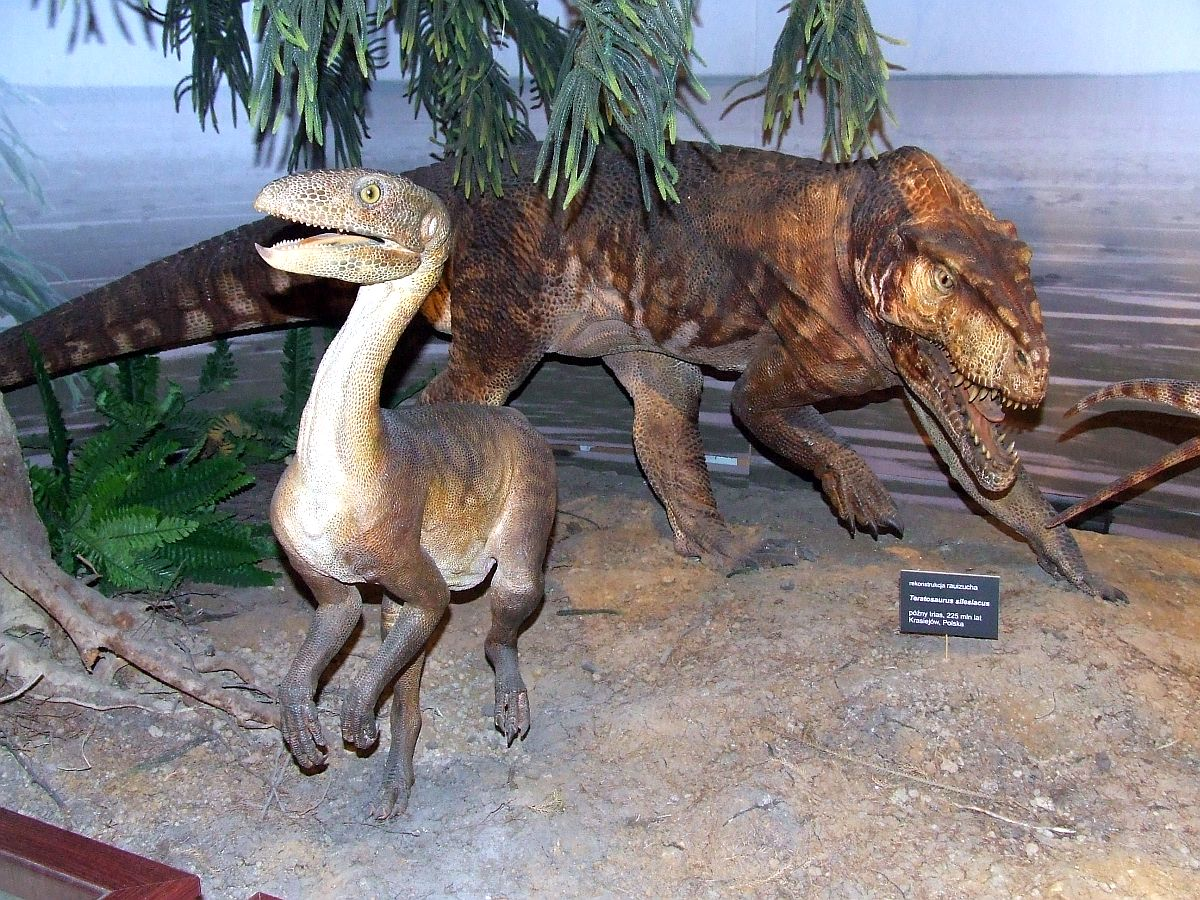
Diorama mit Lebendrekonstruktionen von Silesaurus (in bipedaler Postur) und dem „Rauisuchier“ Polonosuchus, einem wahrscheinlichen Fressfeind von Silesaurus.

Ihre spezielle Bezahnung zeigt, dass Silesauriden wahrscheinlich Pflanzenfresser (Herbivoren) oder zumindest Allesfresser (Omnivoren) waren. Ihr relativ graziler Körperbau lässt sie als Fluchttiere erscheinen. Die relativ langen Vordergliedmaßen legen nahe, dass sie auf vier Beinen (quadruped) liefen, wenngleich einige Vertreter vormals unter dem Eindruck ihrer „Dinosaurierhaftigkeit“ als zweibeinige (bipede) Läufer rekonstruiert wurden. Wahrscheinliche Fressfeinde waren große Archosaurier aus der Stammgruppe der Krokodile (basale Crurotarsier, „Rauisuchier“), oder, bei den geologisch jüngsten Vertretern, frühe Theropoden.

## Systematik und Fundorte
Die Silesauriden sind Stammlinienvertreter der Vögel innerhalb der Ornithodira, das heißt, sie sind mit Vögeln und Nicht-Vogel-Dinosauriern näher verwandt als mit Flugsauriern (Pterosauria). In kladistischen Analysen bilden sie eine monophyletische Gruppierung (Klade), die die Schwestergruppe der Dinosaurier ist. Allerdings resultierten einige solcher Analysen in Hypothesen, in denen die Silesauriden als ein paraphyletisches „Grade“ im „höheren“ Teil der Stammlinie der Dinosaurier aufscheinen.
Das folgende vereinfachte Kladogramm gibt die Position der Silesauriden innerhalb der Stammgruppe der Vögel wieder (nach Nesbitt, 2011), mit einem „H“ gekennzeichnete Kladen enthalten herbivore Vertreter:
|                          | † Silesauridae H |
|                          | |
| Dinosaurier (Dinosauria) | \| \| † Vogelbeckendinosaurier (Ornithischia) H \| \| \| \| \| \| Echsenbeckendinosaurier (Saurischia) H, inkl. Vögel H \| \| \| \| |
|                          | \| \| † Vogelbeckendinosaurier (Ornithischia) H \| \| \| \| \| \| Echsenbeckendinosaurier (Saurischia) H, inkl. Vögel H \| \| \| \| |
|                          | † Vogelbeckendinosaurier (Ornithischia) H                                                                                           |
|                          | |
|                          | Echsenbeckendinosaurier (Saurischia) H, inkl. Vögel H                                                                               |
|                          | |

|  | † Vogelbeckendinosaurier (Ornithischia) H             |
|  |                                                       |
|  | Echsenbeckendinosaurier (Saurischia) H, inkl. Vögel H |
|  |                                                       |

|                          | † Silesauridae H |
|                          | |
| Dinosaurier (Dinosauria) | \| \| † Vogelbeckendinosaurier (Ornithischia) H \| \| \| \| \| \| Echsenbeckendinosaurier (Saurischia) H, inkl. Vögel H \| \| \| \| |
|                          | \| \| † Vogelbeckendinosaurier (Ornithischia) H \| \| \| \| \| \| Echsenbeckendinosaurier (Saurischia) H, inkl. Vögel H \| \| \| \| |
|                          | † Vogelbeckendinosaurier (Ornithischia) H                                                                                           |
|                          | |
|                          | Echsenbeckendinosaurier (Saurischia) H, inkl. Vögel H                                                                               |
|                          | |

|  | † Vogelbeckendinosaurier (Ornithischia) H             |
|  |                                                       |
|  | Echsenbeckendinosaurier (Saurischia) H, inkl. Vögel H |
|  |                                                       |

|                          | † Silesauridae H |
|                          | |
| Dinosaurier (Dinosauria) | \| \| † Vogelbeckendinosaurier (Ornithischia) H \| \| \| \| \| \| Echsenbeckendinosaurier (Saurischia) H, inkl. Vögel H \| \| \| \| |
|                          | \| \| † Vogelbeckendinosaurier (Ornithischia) H \| \| \| \| \| \| Echsenbeckendinosaurier (Saurischia) H, inkl. Vögel H \| \| \| \| |
|                          | † Vogelbeckendinosaurier (Ornithischia) H                                                                                           |
|                          | |
|                          | Echsenbeckendinosaurier (Saurischia) H, inkl. Vögel H                                                                               |
|                          | |

|  | † Vogelbeckendinosaurier (Ornithischia) H             |
|  |                                                       |
|  | Echsenbeckendinosaurier (Saurischia) H, inkl. Vögel H |
|  |                                                       |

|                          | † Silesauridae H |
|                          | |
| Dinosaurier (Dinosauria) | \| \| † Vogelbeckendinosaurier (Ornithischia) H \| \| \| \| \| \| Echsenbeckendinosaurier (Saurischia) H, inkl. Vögel H \| \| \| \| |
|                          | \| \| † Vogelbeckendinosaurier (Ornithischia) H \| \| \| \| \| \| Echsenbeckendinosaurier (Saurischia) H, inkl. Vögel H \| \| \| \| |
|                          | † Vogelbeckendinosaurier (Ornithischia) H                                                                                           |
|                          | |
|                          | Echsenbeckendinosaurier (Saurischia) H, inkl. Vögel H                                                                               |
|                          | |

|  | † Vogelbeckendinosaurier (Ornithischia) H             |
|  |                                                       |
|  | Echsenbeckendinosaurier (Saurischia) H, inkl. Vögel H |
|  |                                                       |

|                          | † Silesauridae H |
|                          | |
| Dinosaurier (Dinosauria) | \| \| † Vogelbeckendinosaurier (Ornithischia) H \| \| \| \| \| \| Echsenbeckendinosaurier (Saurischia) H, inkl. Vögel H \| \| \| \| |
|                          | \| \| † Vogelbeckendinosaurier (Ornithischia) H \| \| \| \| \| \| Echsenbeckendinosaurier (Saurischia) H, inkl. Vögel H \| \| \| \| |
|                          | † Vogelbeckendinosaurier (Ornithischia) H                                                                                           |
|                          | |
|                          | Echsenbeckendinosaurier (Saurischia) H, inkl. Vögel H                                                                               |
|                          | |

|  | † Vogelbeckendinosaurier (Ornithischia) H             |
|  |                                                       |
|  | Echsenbeckendinosaurier (Saurischia) H, inkl. Vögel H |
|  |                                                       |

|                          | † Silesauridae H |
|                          | |
| Dinosaurier (Dinosauria) | \| \| † Vogelbeckendinosaurier (Ornithischia) H \| \| \| \| \| \| Echsenbeckendinosaurier (Saurischia) H, inkl. Vögel H \| \| \| \| |
|                          | \| \| † Vogelbeckendinosaurier (Ornithischia) H \| \| \| \| \| \| Echsenbeckendinosaurier (Saurischia) H, inkl. Vögel H \| \| \| \| |
|                          | † Vogelbeckendinosaurier (Ornithischia) H                                                                                           |
|                          | |
|                          | Echsenbeckendinosaurier (Saurischia) H, inkl. Vögel H                                                                               |
|                          | |

|  | † Vogelbeckendinosaurier (Ornithischia) H             |
|  |                                                       |
|  | Echsenbeckendinosaurier (Saurischia) H, inkl. Vögel H |
|  |                                                       |

|                          | † Silesauridae H |
|                          | |
| Dinosaurier (Dinosauria) | \| \| † Vogelbeckendinosaurier (Ornithischia) H \| \| \| \| \| \| Echsenbeckendinosaurier (Saurischia) H, inkl. Vögel H \| \| \| \| |
|                          | \| \| † Vogelbeckendinosaurier (Ornithischia) H \| \| \| \| \| \| Echsenbeckendinosaurier (Saurischia) H, inkl. Vögel H \| \| \| \| |
|                          | † Vogelbeckendinosaurier (Ornithischia) H                                                                                           |
|                          | |
|                          | Echsenbeckendinosaurier (Saurischia) H, inkl. Vögel H                                                                               |
|                          | |

|  | † Vogelbeckendinosaurier (Ornithischia) H             |
|  |                                                       |
|  | Echsenbeckendinosaurier (Saurischia) H, inkl. Vögel H |
|  |                                                       |

|                          | † Silesauridae H |
|                          | |
| Dinosaurier (Dinosauria) | \| \| † Vogelbeckendinosaurier (Ornithischia) H \| \| \| \| \| \| Echsenbeckendinosaurier (Saurischia) H, inkl. Vögel H \| \| \| \| |
|                          | \| \| † Vogelbeckendinosaurier (Ornithischia) H \| \| \| \| \| \| Echsenbeckendinosaurier (Saurischia) H, inkl. Vögel H \| \| \| \| |
|                          | † Vogelbeckendinosaurier (Ornithischia) H                                                                                           |
|                          | |
|                          | Echsenbeckendinosaurier (Saurischia) H, inkl. Vögel H                                                                               |
|                          | |

|  | † Vogelbeckendinosaurier (Ornithischia) H             |
|  |                                                       |
|  | Echsenbeckendinosaurier (Saurischia) H, inkl. Vögel H |
|  |                                                       |

|                          | † Silesauridae H |
|                          | |
| Dinosaurier (Dinosauria) | \| \| † Vogelbeckendinosaurier (Ornithischia) H \| \| \| \| \| \| Echsenbeckendinosaurier (Saurischia) H, inkl. Vögel H \| \| \| \| |
|                          | \| \| † Vogelbeckendinosaurier (Ornithischia) H \| \| \| \| \| \| Echsenbeckendinosaurier (Saurischia) H, inkl. Vögel H \| \| \| \| |
|                          | † Vogelbeckendinosaurier (Ornithischia) H                                                                                           |
|                          | |
|                          | Echsenbeckendinosaurier (Saurischia) H, inkl. Vögel H                                                                               |
|                          | |

|  | † Vogelbeckendinosaurier (Ornithischia) H             |
|  |                                                       |
|  | Echsenbeckendinosaurier (Saurischia) H, inkl. Vögel H |
|  |                                                       |

|                          | † Silesauridae H |
|                          | |
| Dinosaurier (Dinosauria) | \| \| † Vogelbeckendinosaurier (Ornithischia) H \| \| \| \| \| \| Echsenbeckendinosaurier (Saurischia) H, inkl. Vögel H \| \| \| \| |
|                          | \| \| † Vogelbeckendinosaurier (Ornithischia) H \| \| \| \| \| \| Echsenbeckendinosaurier (Saurischia) H, inkl. Vögel H \| \| \| \| |
|                          | † Vogelbeckendinosaurier (Ornithischia) H                                                                                           |
|                          | |
|                          | Echsenbeckendinosaurier (Saurischia) H, inkl. Vögel H                                                                               |
|                          | |

|  | † Vogelbeckendinosaurier (Ornithischia) H             |
|  |                                                       |
|  | Echsenbeckendinosaurier (Saurischia) H, inkl. Vögel H |
|  |                                                       |

|                          | † Silesauridae H |
|                          | |
| Dinosaurier (Dinosauria) | \| \| † Vogelbeckendinosaurier (Ornithischia) H \| \| \| \| \| \| Echsenbeckendinosaurier (Saurischia) H, inkl. Vögel H \| \| \| \| |
|                          | \| \| † Vogelbeckendinosaurier (Ornithischia) H \| \| \| \| \| \| Echsenbeckendinosaurier (Saurischia) H, inkl. Vögel H \| \| \| \| |
|                          | † Vogelbeckendinosaurier (Ornithischia) H                                                                                           |
|                          | |
|                          | Echsenbeckendinosaurier (Saurischia) H, inkl. Vögel H                                                                               |
|                          | |

|  | † Vogelbeckendinosaurier (Ornithischia) H             |
|  |                                                       |
|  | Echsenbeckendinosaurier (Saurischia) H, inkl. Vögel H |
|  |                                                       |

|                          | † Silesauridae H |
|                          | |
| Dinosaurier (Dinosauria) | \| \| † Vogelbeckendinosaurier (Ornithischia) H \| \| \| \| \| \| Echsenbeckendinosaurier (Saurischia) H, inkl. Vögel H \| \| \| \| |
|                          | \| \| † Vogelbeckendinosaurier (Ornithischia) H \| \| \| \| \| \| Echsenbeckendinosaurier (Saurischia) H, inkl. Vögel H \| \| \| \| |
|                          | † Vogelbeckendinosaurier (Ornithischia) H                                                                                           |
|                          | |
|                          | Echsenbeckendinosaurier (Saurischia) H, inkl. Vögel H                                                                               |
|                          | |

|  | † Vogelbeckendinosaurier (Ornithischia) H             |
|  |                                                       |
|  | Echsenbeckendinosaurier (Saurischia) H, inkl. Vögel H |
|  |                                                       |

|                          | † Silesauridae H |
|                          | |
| Dinosaurier (Dinosauria) | \| \| † Vogelbeckendinosaurier (Ornithischia) H \| \| \| \| \| \| Echsenbeckendinosaurier (Saurischia) H, inkl. Vögel H \| \| \| \| |
|                          | \| \| † Vogelbeckendinosaurier (Ornithischia) H \| \| \| \| \| \| Echsenbeckendinosaurier (Saurischia) H, inkl. Vögel H \| \| \| \| |
|                          | † Vogelbeckendinosaurier (Ornithischia) H                                                                                           |
|                          | |
|                          | Echsenbeckendinosaurier (Saurischia) H, inkl. Vögel H                                                                               |
|                          | |

|  | † Vogelbeckendinosaurier (Ornithischia) H             |
|  |                                                       |
|  | Echsenbeckendinosaurier (Saurischia) H, inkl. Vögel H |
|  |                                                       |

|                          | † Silesauridae H |
|                          | |
| Dinosaurier (Dinosauria) | \| \| † Vogelbeckendinosaurier (Ornithischia) H \| \| \| \| \| \| Echsenbeckendinosaurier (Saurischia) H, inkl. Vögel H \| \| \| \| |
|                          | \| \| † Vogelbeckendinosaurier (Ornithischia) H \| \| \| \| \| \| Echsenbeckendinosaurier (Saurischia) H, inkl. Vögel H \| \| \| \| |
|                          | † Vogelbeckendinosaurier (Ornithischia) H                                                                                           |
|                          | |
|                          | Echsenbeckendinosaurier (Saurischia) H, inkl. Vögel H                                                                               |
|                          | |

|  | † Vogelbeckendinosaurier (Ornithischia) H             |
|  |                                                       |
|  | Echsenbeckendinosaurier (Saurischia) H, inkl. Vögel H |
|  |                                                       |

|                          | † Silesauridae H |
|                          | |
| Dinosaurier (Dinosauria) | \| \| † Vogelbeckendinosaurier (Ornithischia) H \| \| \| \| \| \| Echsenbeckendinosaurier (Saurischia) H, inkl. Vögel H \| \| \| \| |
|                          | \| \| † Vogelbeckendinosaurier (Ornithischia) H \| \| \| \| \| \| Echsenbeckendinosaurier (Saurischia) H, inkl. Vögel H \| \| \| \| |
|                          | † Vogelbeckendinosaurier (Ornithischia) H                                                                                           |
|                          | |
|                          | Echsenbeckendinosaurier (Saurischia) H, inkl. Vögel H                                                                               |
|                          | |

|  | † Vogelbeckendinosaurier (Ornithischia) H             |
|  |                                                       |
|  | Echsenbeckendinosaurier (Saurischia) H, inkl. Vögel H |
|  |                                                       |

|                          | † Silesauridae H |
|                          | |
| Dinosaurier (Dinosauria) | \| \| † Vogelbeckendinosaurier (Ornithischia) H \| \| \| \| \| \| Echsenbeckendinosaurier (Saurischia) H, inkl. Vögel H \| \| \| \| |
|                          | \| \| † Vogelbeckendinosaurier (Ornithischia) H \| \| \| \| \| \| Echsenbeckendinosaurier (Saurischia) H, inkl. Vögel H \| \| \| \| |
|                          | † Vogelbeckendinosaurier (Ornithischia) H                                                                                           |
|                          | |
|                          | Echsenbeckendinosaurier (Saurischia) H, inkl. Vögel H                                                                               |
|                          | |

|  | † Vogelbeckendinosaurier (Ornithischia) H             |
|  |                                                       |
|  | Echsenbeckendinosaurier (Saurischia) H, inkl. Vögel H |
|  |                                                       |

Falls diese Verwandtschaftshypothese stimmt, lieferten die Silesauriden einen Beleg dafür, dass nicht nur in der Krokodil-, sondern auch in der Vogellinie der Archosaurier bereits in der mittleren Trias eine adaptive Radiation im Gange war, im Zuge derer in beiden Linien Gruppen mit herbivoren Vertretern (Crurotarsi: Aetosaurier; Ornithodira: Silesauriden) entstanden. In der Obertrias führte die Radiation in der Vogellinie schließlich zur Entstehung der Dinosaurier. Deren geologisch älteste Vertreter (Herrerasaurus, Eoraptor) zeigen, dass der letzte gemeinsame Vorfahr der Dinosaurier ein Fleischfresser war, und dass die Herbivorie in dieser Klade ein weiteres Mal, und zwar in den beiden Hauptlinien (Ornithischia, Saurischia) jeweils unabhängig voneinander, erworben wurde.

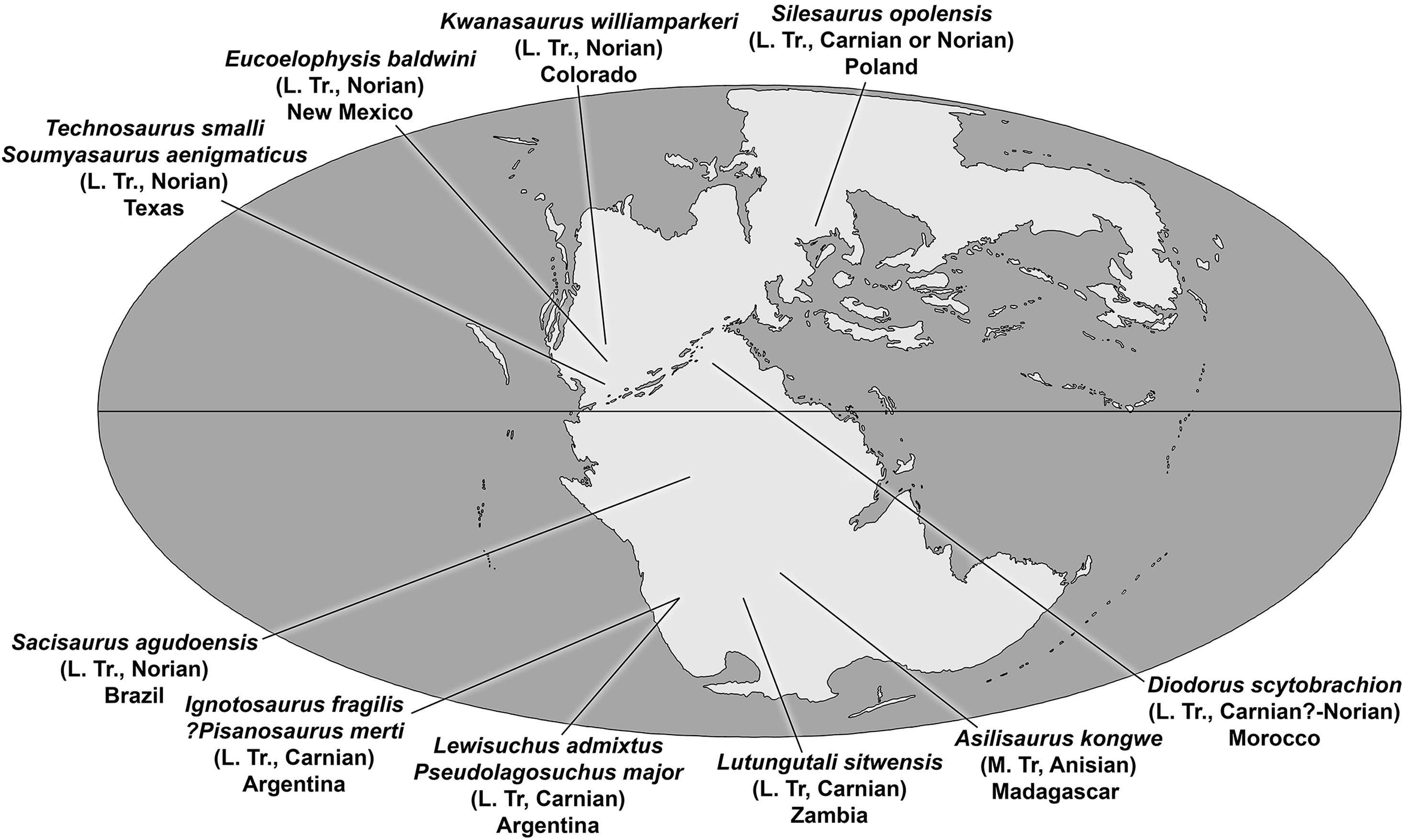
Paläogeographische Weltkarte für die späte Mittel- und frühe Obertrias mit Verzeichnung der Fundorte von Silesauriden

Innerhalb der Silesauridae werden aktuell (2017) die folgenden 13 bis 14 monotypischen Gattungen unterschieden: *
| Gattung                              | Lithostratigraphie       | Geochronologie          | Geographische Region          |
| ------------------------------------ | ------------------------ | ----------------------- | ----------------------------- |
| Eucoelophysis Sullivan & Lucas, 1999 | Chinle-Formation         | Nor–Rhät                | New Mexico (USA)              |
| Kwanasaurus Martz & Small, 2019      | Chinle-Formation         | Nor–Rhät                | Colorado (USA)                |
| Sacisaurus Ferigolo & Langer, 2007   | Caturrita-Formation      | Nor                     | Rio Grande do Sul (Brasilien) |
| Technosaurus Chatterjee, 1984        | Dockum-Gruppe            | Nor                     | Texas (USA)                   |
| Diodorus Kammerer et al., 2012       | Timezgadiouine-Formation | ?Karn–Nor               | Marokko                       |
| Ignotosaurus Martínez et al., 2013   | Ischigualasto-Formation  | Karn                    | San Juan (Argentinien)        |
| Silesaurus Dzik, 2003 §              | Mittlerer Keuper         | Karn                    | Polen                         |
| Amanasaurus Müller & Garcia, 2023    | Santa-Maria-Formation    | Ladin-Karn-Grenzbereich | Rio Grande do Sul (Brasilien) |
| Gamatavus Pretto et al., 2022        | Santa-Maria-Formation    | Ladin-Karn-Grenzbereich | Rio Grande do Sul (Brasilien) |
| Gondwanax Müller, 2025               | Santa-Maria-Formation    | Ladin-Karn-Grenzbereich | Rio Grande do Sul (Brasilien) |
| Pseudolagosuchus Arcucci, 1987 **    | Chañares-Formation       | Ladin                   | La Rioja (Argentinien)        |
| Lewisuchus Romer, 1972               | Chañares-Formation       | Ladin                   | La Rioja (Argentinien)        |
| Lutungutali Peecook et al., 2013     | Ntawere-Formation        | Anis                    | Sambia                        |
| Asilisaurus Nesbitt et al., 2010     | Manda-Schichten          | Anis                    | Tansania                      |

Von den meisten dieser Gattungen ist nur relativ wenig und unvollständiges Material bekannt. Silesaurus ist bislang (Stand 2017) die einzige Gattung, von der weitgehend vollständige Skelette gefunden wurden, und ein Großteil des Wissens über Silesauriden entstammt dem Studium dieser Fossilien. Der lückenhafte Fossilbericht erschwert es, die genauen Verwandtschaftsverhältnisse innerhalb der Gruppe zu ermitteln. So sind in den kladistischen Analysen, die im Zusammenhang mit den drei Erstpublikationen der drei zuletzt beschriebenen Gattungen durchgeführt wurden, jeweils nur die Daten von 6 „Gattungen“ eingeflossen (Asilisaurus, Lewisuchus/Pseudolagosuchus, Silesaurus, Sacisaurus, Eucoelophysis und jeweils die neue Gattung). Dabei wurden stets Lewisuchus/Pseudolagosuchus als das basalste und Asilisaurus als das „nächsthöhere“ Taxon ermittelt. Das untenstehende Kladogramm zeigt den im oberen Teil nicht aufgelösten Konsens aus den Ergebnissen der drei Analysen (Kammerer et al., 2012; Peecook, 2013; Martínez et al., 2013):
|                                                                                                 | Asilisaurus |
|                                                                                                 | |
|                                                                                                 | \| \| Ignotosaurus \| \| \| \| \| \| Diodorus \| \| \| \| \| \| Lutungutali \| \| \| \| \| \| Silesaurus \| \| \| \| \| \| Sacisaurus \| \| \| \| \| \| Eucoelophysis \| \| Vorlage:Klade/Wartung/3 Vorlage:Klade/Wartung/4 Vorlage:Klade/Wartung/5 Vorlage:Klade/Wartung/6 \| \| |
|                                                                                                 | |
|                                                                                                 | Ignotosaurus |
|                                                                                                 | |
|                                                                                                 | Diodorus |
|                                                                                                 | |
|                                                                                                 | Lutungutali |
|                                                                                                 | |
|                                                                                                 | Silesaurus |
|                                                                                                 | |
|                                                                                                 | Sacisaurus |
|                                                                                                 | |
|                                                                                                 | Eucoelophysis |
| Vorlage:Klade/Wartung/3 Vorlage:Klade/Wartung/4 Vorlage:Klade/Wartung/5 Vorlage:Klade/Wartung/6 | |

|                                                                                                 | Ignotosaurus  |
|                                                                                                 |               |
|                                                                                                 | Diodorus      |
|                                                                                                 |               |
|                                                                                                 | Lutungutali   |
|                                                                                                 |               |
|                                                                                                 | Silesaurus    |
|                                                                                                 |               |
|                                                                                                 | Sacisaurus    |
|                                                                                                 |               |
|                                                                                                 | Eucoelophysis |
| Vorlage:Klade/Wartung/3 Vorlage:Klade/Wartung/4 Vorlage:Klade/Wartung/5 Vorlage:Klade/Wartung/6 |               |

|                                                                                                 | Asilisaurus |
|                                                                                                 | |
|                                                                                                 | \| \| Ignotosaurus \| \| \| \| \| \| Diodorus \| \| \| \| \| \| Lutungutali \| \| \| \| \| \| Silesaurus \| \| \| \| \| \| Sacisaurus \| \| \| \| \| \| Eucoelophysis \| \| Vorlage:Klade/Wartung/3 Vorlage:Klade/Wartung/4 Vorlage:Klade/Wartung/5 Vorlage:Klade/Wartung/6 \| \| |
|                                                                                                 | |
|                                                                                                 | Ignotosaurus |
|                                                                                                 | |
|                                                                                                 | Diodorus |
|                                                                                                 | |
|                                                                                                 | Lutungutali |
|                                                                                                 | |
|                                                                                                 | Silesaurus |
|                                                                                                 | |
|                                                                                                 | Sacisaurus |
|                                                                                                 | |
|                                                                                                 | Eucoelophysis |
| Vorlage:Klade/Wartung/3 Vorlage:Klade/Wartung/4 Vorlage:Klade/Wartung/5 Vorlage:Klade/Wartung/6 | |

|                                                                                                 | Ignotosaurus  |
|                                                                                                 |               |
|                                                                                                 | Diodorus      |
|                                                                                                 |               |
|                                                                                                 | Lutungutali   |
|                                                                                                 |               |
|                                                                                                 | Silesaurus    |
|                                                                                                 |               |
|                                                                                                 | Sacisaurus    |
|                                                                                                 |               |
|                                                                                                 | Eucoelophysis |
| Vorlage:Klade/Wartung/3 Vorlage:Klade/Wartung/4 Vorlage:Klade/Wartung/5 Vorlage:Klade/Wartung/6 |               |